# Брвеница (Брвеница)
Брвеница (мкд. Брвеница) је насељено место у Северној Македонији, у северозападном делу државе. Милетино припада општини Брвеница.

## Географски положај
Насеље Брвеница је смештено у северозападном делу Северне Македоније. Од најближег већег града, Тетова, насеље је удаљено 6 km југоисточно.
Брвеница се налази у доњем делу историјске области Полог. Насеље је положено у средишњем делу Полошког поља. Даље ка западу се издиже Шар-планина, а ка истоку издиже Сува гора. Источно од села протиче Вардар. Надморска висина насеља је приближно 440 метара.
Клима у насељу је умерено континентална.

## Историја
По статистици секретара Бугарске егзархије, 1905. године Брвеница је чисто бугарско хришћанско село са 962 становника, верника Бугарске егзархије.

## Становништво
По попису становништва из 2002. године Брвеница је имала 2.918 становника.
Претежно становништво у насељу су етнички Македонци (97%), а остало су махом Срби.
Већинска вероисповест у насељу је православље.